# Konqueror
Konqueror este un navigator web și un gestionar de fișiere gratuit și cu sursă deschisă pentru KDE. Are multe funcționalități legate de gestiunea fișierelor și conectarea la un server FTP.
1. ↑  The konqueror Open Source Project on Open Hub: Languages Page (în engleză), Open Hub, accesat în 14 iulie 2018